# Gudrun (orka)
Gudrun was een orka (ofwel zwaardwalvis) die in de jaren tachtig het Dolfinarium (Harderwijk) grote bezoekersaantallen bezorgde. Gudrun is op jonge leeftijd gevangen voor de kust van IJsland eind jaren zeventig. In 1987 is ze naar SeaWorld in Orlando gebracht, waar ze twee jongen heeft gekregen. Het transport van Gudrun naar Florida is verwerkt tot de korte documentaire "Een hele hijs".
In 1995 is Gudrun, vlak na de geboorte van een doodgeboren jong, gestorven op de voor orka's jonge leeftijd van 21 jaar. Van haar andere twee jongen stierf Nyar vijf weken na haar op de leeftijd van twee jaar, de ander, Taima, is op zondag 6 juni 2010 overleden aan complicaties tijdens de bevalling van haar vierde kalf. Het was een zeldzaam geval van 'placenta praevia' waarbij de placenta eruit kwam voor het kalf. Het kalf was dood geboren.